# Катастрофа Ил-20 в Сирии
Катастрофа Ил-20 в Сирии — инцидент с воздушным судном радиоэлектронной разведки Ил-20 ВКС РФ из состава авиационной группы ВВС России в Сирии, произошедший на территории Сирийской Арабской Республики 17 сентября 2018 года.

## Сведения о воздушном судне
Самолёт радиоэлектронной разведки Ил-20М, заводской номер 173011504, серийный номер 115-04, регистрационный номер RF-93610. Построен в 1973 году в Москве на ММЗ «Знамя труда». Базировался до командировки в Сирию в Московской области, ранее — в Калининградской области. До ремонта на АРЗ города Пушкин имел бортовой номер 21.

## Предпосылки
17 сентября 2018 года Израиль принял решение нанести ракетный удар по целям в Латакии. Удару четырёх израильских F-16 подверглись военные объекты, на которых, по заявлению израильской стороны, шла подготовка к передаче систем производства оружия от Ирана ливанской шиитской группировке «Хезболла» (Израиль считает иранское присутствие в Сирии угрозой государственной безопасности).
По словам российского министра обороны, израильские военные известили представителей российского военного командования в Сирии менее чем за минуту до удара. Согласно израильским данным — за 12 минут.

## Развитие событий

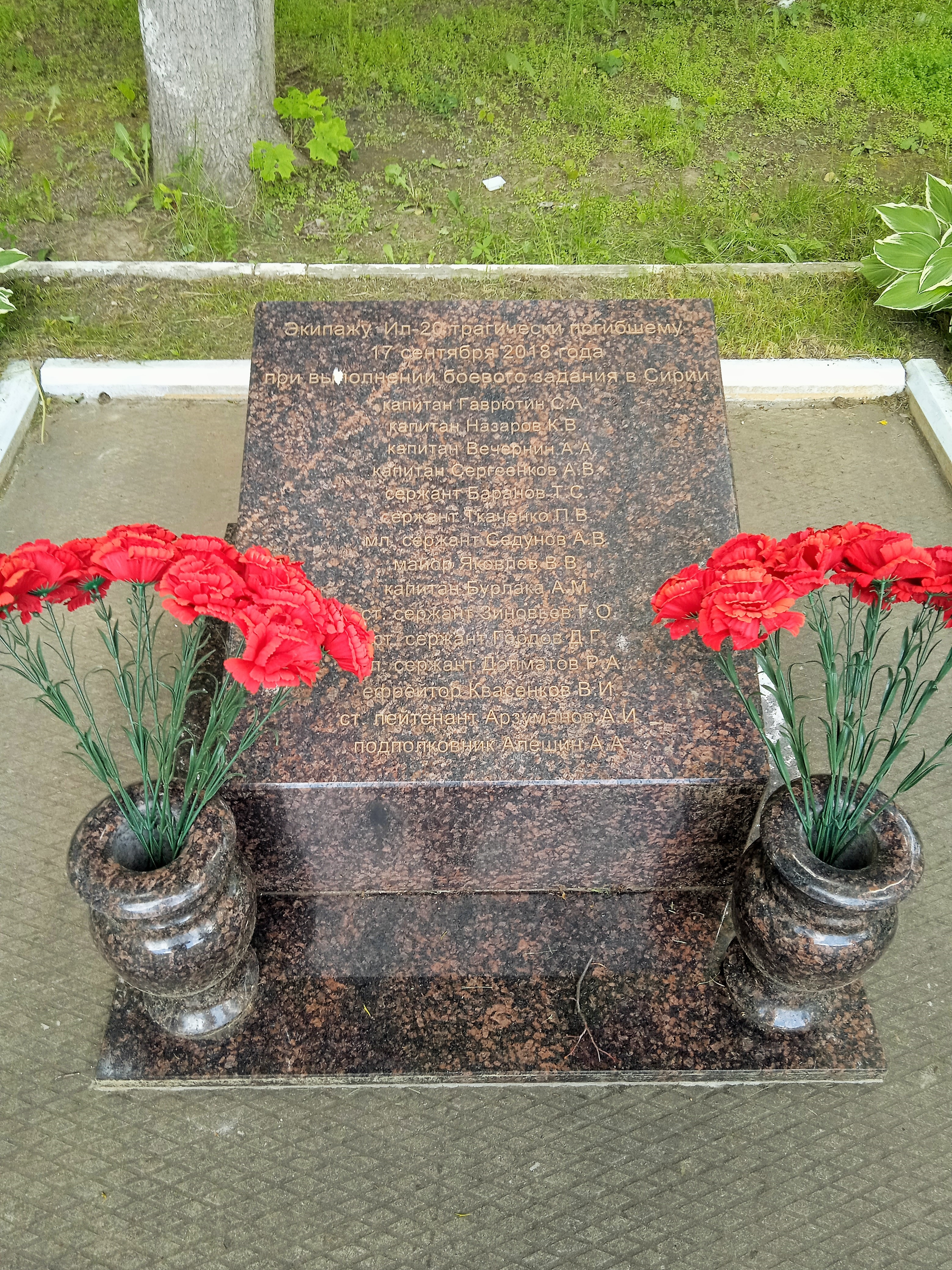
Мемориал погибшему экипажу Ил-20 на авиабазе «Кубинка»

17 сентября 2018 года Минобороны России сообщило, что база Хмеймим потеряла связь с самолётом Ил-20, на борту которого находились 15 военнослужащих. Связь пропала в 23:00 по Московскому времени, когда самолёт находился над акваторией Средиземного моря в 35 километрах от побережья Сирии.
18 сентября стало известно, что самолёт был сбит советским комплексом С-200, находящимся на вооружении сирийской армии, после атаки израильскими истребителями F-16 по целям в сирийской провинции Латакия. Министерство обороны России заявило, что это был «враждебный жест».
23 сентября 2018 года Минобороны России сообщило, что после поражения ракетой экипаж пытался спастись и пошёл на экстренную посадку. Командир воздушного судна доложил о пожаре на борту и начале экстренного снижения.
25 сентября 2018 года Минобороны России представило к награждению орденами Мужества 15 погибших членов экипажа.
Погибшие военнослужащие похоронены с воинскими почестями 19 октября 2018 года на Федеральном военном мемориальное кладбище и в Кубинке.

### Поисково-спасательная операция
Поисково-спасательная операция на месте падения самолёта была начата немедленно. Место падения самолёта обнаружено в 27 км западнее населённого пункта Банияс (провинция Тартус). Найдены и подняты фрагменты тел экипажа, их личные вещи, а также обломки самолёта. В поисках задействованы восемь кораблей, катеров и судов обеспечения из состава Постоянного оперативного соединения ВМФ России в Средиземном море. Из состава Черноморского флота направлено судно проекта 11982 «Селигер», специально оборудованное для проведения глубоководных исследований.

## Версии

### Министерство обороны России
Согласно Минобороны России, российский самолёт Ил-20 был сбит силами ПВО Сирии из-за провокации израильских военных. В военном ведомстве сообщили, что четыре израильских F-16 наносили ракетные удары в «непосредственной близости» от заходившего на посадку самолёта ВКС России, чем «подставили» Ил-20 под удар сирийского комплекса С-200. В результате крушения погибли 15 российских военнослужащих, поисково-спасательные работы продолжаются. В Министерстве обороны России подчеркнули, что действия Тель-Авива расцениваются как враждебные, и Москва оставляет за собой право «на адекватные ответные действия».
На брифинге Минобороны России 23 сентября 2018 года предоставлена хронологии событий, приведших к крушению в Сирии самолёта Ил-20. Оборонное ведомство подтвердило, что вина за сбитый самолёт лежит на израильских ВВС. «Представленные объективные данные свидетельствуют, что действия израильских лётчиков-истребителей, приведшие к гибели 15 российских военнослужащих, говорят или об их непрофессионализме, или, как минимум, о преступной халатности» — заявил официальный представитель Минобороны России генерал-майор Игорь Конашенков.
24 сентября 2018 года проведён ещё один брифинг, на котором предоставлены фотографии с системы обзора воздушной обстановки находящегося в Сирии российского комплекса С-400. Согласно этим данным, израильский F-16 находился в непосредственной близости от российского Ил-20, что могло привести к переключению головки самонаведения ракеты С-200 на более радиоконтрастную цель.

### Министерство обороны Израиля
Согласно Армии обороны Израиля (ЦАХАЛ), сирийские ПВО вели «обширный и неточный огонь», что и стало причиной гибели российского Ил-20, и в момент, когда сирийские ПВО выпустили ракеты, которые попали в Ил-20, самолёты ВВС Израиля уже находились в израильском воздушном пространстве. Кроме того, во время ударов ВВС Израиля по целям в Латакии российский Ил-20 находился вне зоны проведения операции. По словам израильтян, «сирийские противовоздушные батареи вели огонь беспорядочно и не озаботились подтверждением того, что в небе не было российских самолётов».
Израильская военная делегация во главе с командующим ВВС Амикамом Норкиным 20 сентября передала генштабу России отчёт ЦАХАЛа, согласно которому Сирия задействовала 17 сентября несколько комплексов ПВО, которые выпустили более 20 противовоздушных ракет; большинство ракет было выпущено, когда самолёты ВВС Израиля уже находились в израильском воздушном пространстве; Ил-20 на момент израильского авиаудара находился вне зоны действия израильских ВВС. Кроме того, делегация также отвергла утверждение российских военных о том, что израильские пилоты использовали российский разведывательный самолёт Ил-20 в качестве «щита» во время атаки, назвав его «ложным».

## Международная реакция
Министр обороны России Сергей Шойгу возложил вину на израильскую сторону.
На мировом уровне ряд должностных лиц выразили соболезнования российской стороне, от лица Израиля выступил премьер-министр Биньямин Нетаньяху, от лица Франции глава Минобороны Флоранс Парли, от лица США президент Дональд Трамп и спецпредставитель госсекретаря по Сирии Джеймс Джеффри.
Соболезнования в связи с гибелью пятнадцати российских военнослужащих 24 сентября 2018 года выразил Президент Сирии Башар Асад.

## Последствия
2 октября 2018 года из России в Сирию были отправлены три дивизиона зенитных ракетных комплексов С-300ПМ-2; обучение сирийских военных работе с ними займёт около трёх месяцев (первоначально комплексы будут обслуживать иранские специалисты). Также была усилена система радиоэлектронной борьбы в Сирии, контролирующая направление, с которого совершались заходы израильских ВВС, на 200 километров.
США и Израиль выразили возражения против поставки С-300; факт поставки вызывал их резкое недовольство. Так, советник президента США по национальной безопасности Джон Болтон назвал этот шаг «крупной ошибкой» и заявил, что это приведёт к значительной эскалации напряжённости в регионе. Премьер-министр Израиля Биньямин Нетаньяху в телефонном разговоре с российским президентом Владимиром Путиным заявил, что передача Сирии новых ЗРК усложнит ситуацию в регионе. Премьер-министр при этом отметил, что Израиль будет продолжать защищать свои интересы.